# Danina Jeftić
Danina Jeftić (Servisch: Данина Јефтић) (Sarajevo, 9 november 1986) is een Bosnische actrice.

## Biografie
Tijdens de Bosnische Oorlog verhuisde ze naar Australië. Na de oorlog verhuisde ze naar Belgrado.